# Rio Căpuş
O Rio Căpuş é um rio da Romênia, afluente do Someşul Mic, localizado no distrito de Cluj.